# Головастик (галактика)
Галактика Головастик — пекулярная спиральная галактика с перемычкой, расположенная на расстоянии 128 Мпк (около 400 млн св. лет) от Земли в направлении созвездия Дракон, в 1/2° к юго-западу от Теты Дракона.
От 100 до 200 миллионов лет назад галактика Головастик испытала столкновение с другой галактикой, что привело к образованию длинного (около 90 кпк) хвоста из звёзд и газа. Длинный приливной хвост придаёт галактике сходство с головастиком, откуда и произошло её название.
Предполагается, что произошло лобовое столкновение с небольшой неправильной галактикой, что привело к взаимному выбросу вещества галактик. Во время этого столкновения приливные силы выбросили из спиральной галактики звёзды, газ и пыль, которые сформировали яркий хвост. Сама неправильная галактика находится сейчас на расстоянии около 1 кпк от Головастика и видна сквозь него.
Как было установлено исследованием 2003 года, использовавшим телескоп Хаббл и усовершенствованную обзорную камеру (англ. Advanced Camera for Surveys) (ACS), сгустки в хвосте представляют собой сверхмассивные скопления возрастом от 4 до 5 миллионов лет, которые со временем станут карликовыми галактиками, спутниками Головастика.